# Sarah Natochenny
Sarah Natochenny (New York, 20 settembre 1987) è un'attrice, modella, montatrice e doppiatrice statunitense.
È conosciuta anche come Sara Natachame o Sarah Natachamey.

## Carriera
Dal 2000 al 2004 ha studiato recitazione al Lee Strasberg Theatre Institute. Apparsa in numerosi spot commerciali, ha recitato in film di produzioni indipendenti e in diverse opere teatrali a New York. Nel 1999 vinse la medaglia di bronzo per la ginnastica ritmica alle AAU Junior Olympic Games.
È nota al grande pubblico per essere la doppiatrice inglese di Ash Ketchum, nell'adattamento statunitense dell'anime Pokémon a partire dalla nona stagione (il cui primo episodio è stato trasmesso, per la prima volta, l'8 settembre 2006 su Cartoon Network). Nella sua lingua madre ha doppiato, inoltre, il personaggio di Alicia nel videogioco Bullet Witch.
Al più noto lavoro di doppiatrice ha continuato ad affiancare quello di modella (dove impiega il soprannome Nusya) e di attrice, comparendo in diverse campagne pubblicitarie e iniziando a collaborare con il sito web CollegeHumor, sia come protagonista che come comparsa in diversi dei cortometraggi e delle parodie prodotte.
Ha recitato più volte al Marilyn Monroe Theatre di New York.

## Doppiaggio (parziale)
- Pokémon, personaggio del protagonista Ash Ketchum e altri personaggi minori[6], a partire dalla nona stagione (2006-in corso) e relativi lungometraggi
- Pokémon Mystery Dungeon (videogioco), doppiati alcuni Pokémon (un Kangaskhan e un Medicham)
- Bullet Witch (videogioco), Alicia (protagonista del gioco)
- Super 4 personaggio di uno dei protagonisti, Twinkle/Brilli
- Yu-Gi-Oh! 5D's, personaggio secondario (Stephanie) in diversi episodi
- Yu-Gi-Oh! Arc-V personaggio secondario (Aura Sentia)
- Lady Sif nel videogioco per iOS derivato dal film Thor: The Dark World[6]
- 44 gatti, personaggio del protagonista Lampo
- Robin Hood - Alla conquista di Sherwood, Marian
- Mobile Suit Gundam GQuuuuuuuX  personaggio secondario (Simus Al Bakharov)

## Teatro (parziale)
- Sunday Night (78th St. Theatre Lab)
- The Immorality Act Sgt. Smits
- The Beautiful People
- A Midsummer Nights Dream Bottom
- Blowkiss Suzanne
- Scapino Giacinta
- Alice in Wonderland Dodo Bird
- Blowkiss Suzanne